# مقعد دراجة للأطفال

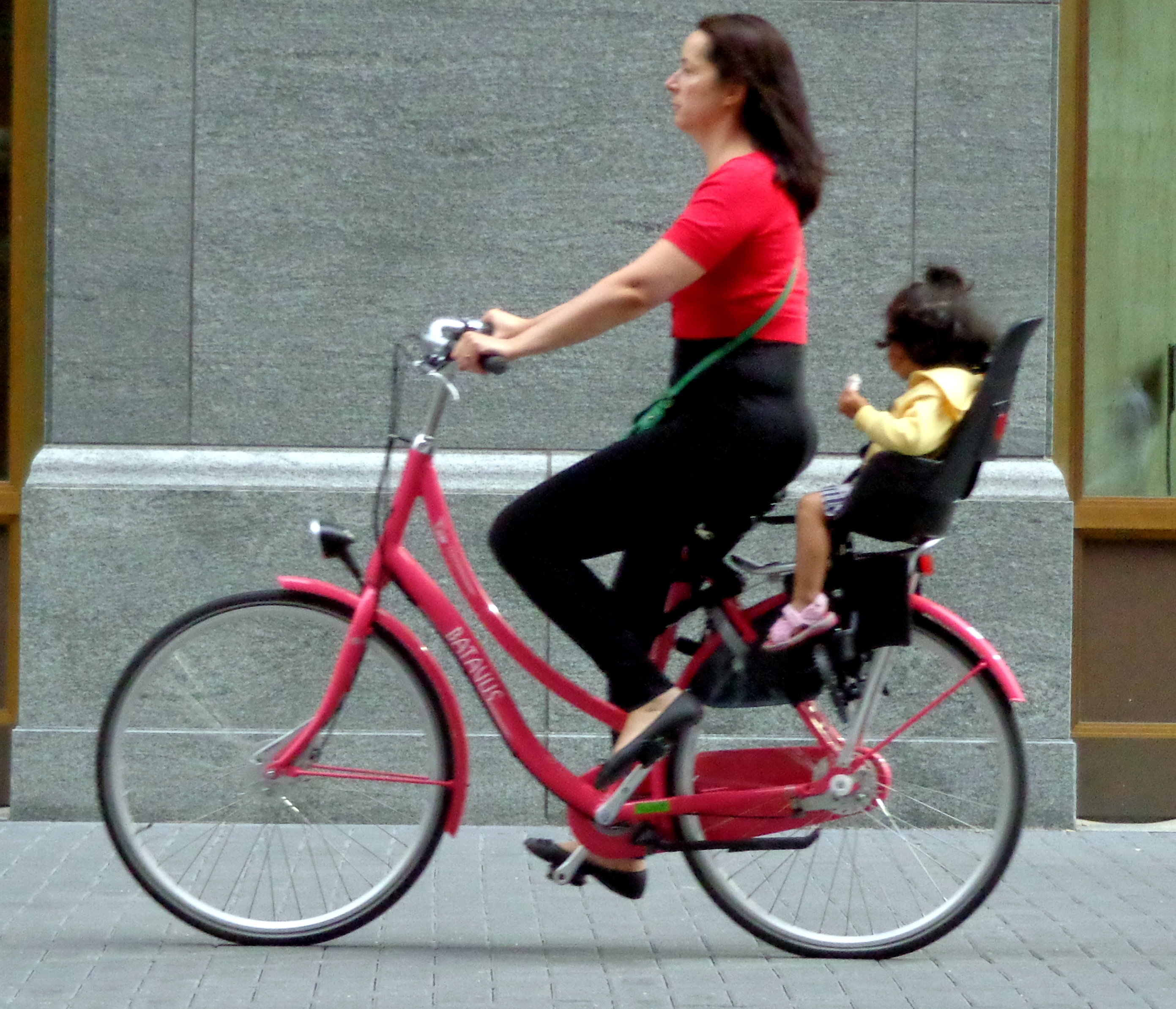
نموذج مستخدم لمقعد دراجة للأطفال

مقعد دراجة للأطفال هو السرج الذي تم تصميمه ليوضع على الدراجة للأطفال ليتم نقلها فيها. المكان الأكثر شيوعا لجلوس الطفل في الدراجة هو في الجزء الخلفي منها.